# Дятел рудоголовий
Дя́тел рудоголовий (Yungipicus nanus) — вид дятлоподібних птахів родини дятлових (Picidae). Мешкає в Південній Азії.

## Опис
Довжина птаха становить 13 см. Верхня частина тіла сірувато-коричнева, поцяткована білими плямками, нижня частина тіла білувата, поцяткована темними смужками. Голова світло-коричнева, скроні темно-коричневі. Тім'я коричневе, у самців навколо тімені руде кільце. Над очима широкі білі "брови". які ідуть до потилиці, під дзьобом широкі білі "вуса". Хвіст короткий, чорний, поцяткований білими плямками.

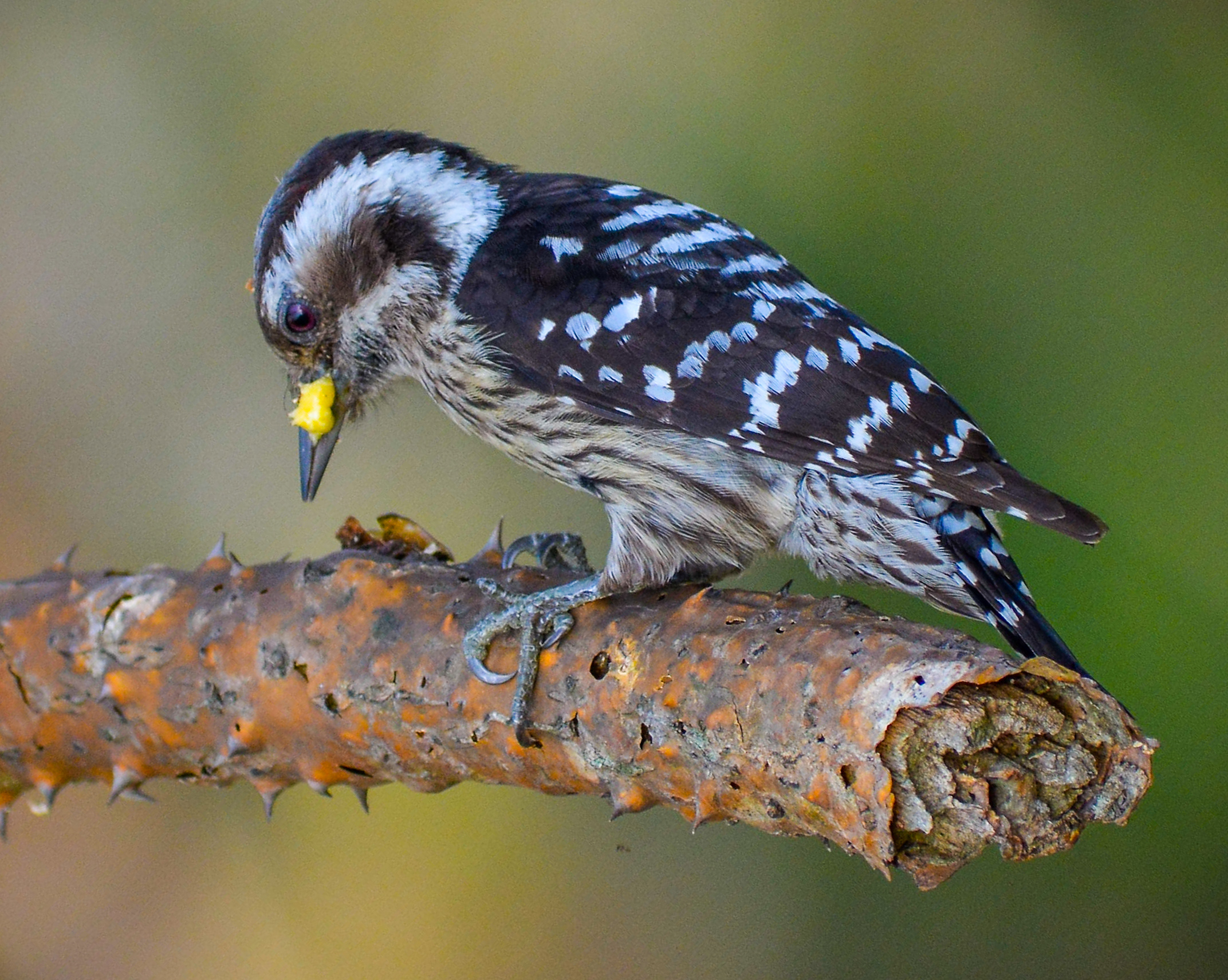
Рудоголовий дятел

## Підвиди
Виділяють чотири підвиди:
- Y. n. nanus (Vigors, 1832) — північно-східний Пакистан, західна і північна Індія, Бангладеш;
- Y. n. hardwickii (Jerdon, 1845) — центральна Індія;
- Y. n. cinereigula (Malherbe, 1849) — південна Індія;
- Y. n. gymnopthalmos (Blyth, 1849) — Шрі-Ланка.

## Поширення і екологія
Рудоголові дятли поширені в Індії, Пакистані, Непалі, Бутані, Бангладеш та на Шрі-Ланці. Вони живуть у сухих і вологих рівнинних тропічних лісах, в мангрових і чагарникових заростях, на полях і плантаціях, в парках і садах. Зустрічаються на висоті до 1200 м над рівнем моря.